# Christina Chang
Pour les articles homonymes, voir Chang et Christina Chang (homonymie).
Christina Chang, née le 29 juin 1971 à Taipei, est une actrice taïwano-américaine.
Elle est connue pour son rôle du Dr Audrey Lim dans la série télévisée américaine Good Doctor (depuis 2017).

## Biographie
Christina Chang, est une actrice américaine née à Taipei, à Taiwan, d'un père philippin chinois et d'une mère américaine. Elle a grandi à Taipei et, à l'âge de 17 ans, elle a déménagé aux États-Unis pour étudier le théâtre et le cinéma à l'Université du Kansas, dans le pays d'origine de sa mère, le Kansas. Plus tard, elle a déménagé à Seattle, Washington où elle est diplômée de l'Université de Washington. Après avoir obtenu son diplôme, elle a obtenu son premier rôle d'actrice dans Naomi's Road au théâtre pour enfants de Seattle et ensuite apparu dans une pièce de théâtre de Tina Landau.

### Carrière
Elle a ensuite déménagé à New York et a été invité à jouer dans diverses émissions de télévision, notamment Cosby et As the World Turns. Elle a gagné des rôles de long métrage dans des films tels que 28 jours plus tard et Random Hearts. Elle est surtout connue pour ses rôles à la télévision.
Entre 1999 et 2001, elle présente trois épisodes de la série documentaire britannique Planète insolite, dont certaines séquences sont reprises dans des épisodes collectifs ultérieurs.
Elle a joué un rôle régulier dans la série ABC Dragnet (2003-2004) et a joué des rôles récurrents dans le rôle de Dr Sunny Macer et en tant que procureur général Rebecca Nevins dans Les Experts : Miami.
En 2010, elle a été sélectionnée pour la série No Ordinary Family sur ABC, mais en est sortie après deux épisodes. Elle est également apparue dans Once and Again, Boston Legal, Close to Home, Brothers and Sisters, Private Practice, Suits et Desperate Housewives.
En 2013, elle joue dans un autre rôle récurrent dans la deuxième saison de la série dramatique ABC Nashville, dans le rôle de l'avocate Megan Vannoy, aux côtés de Charles Esten.
En 2014, elle a été choisie pour jouer régulièrement dans le pilote de la série télévisée Sea Of Fire sur ABC, aux côtés de Jennifer Carpenter.
En 2017, elle décroche un rôle récurrent dans la série télévisée, Good Doctor, une série médicale et dramatique portée par Freddie Highmore qui interprète un jeune docteur autiste savant. Elle joue le rôle du Dr Audrey Lim. Elle devient ensuite un des personnages principaux à partir de la deuxième saison. En France, le show est diffusé en première partie de soirée sur TF1,.

## Filmographie

### Cinéma
- 1998 : Brother Tied de Derek Cianfrance : Camille
- 1999 : L'Ombre d'un soupçon de Sydney Pollack : Laurie
- 2000 : 28 jours en sursis de Betty Thomas : Bridesmaid
- 2001 : Dinner and a Movie de Lisa Kors : Rhonda
- 2007 : Die Hard 4 : Retour en enfer de Len Wiseman : Taylor
- 2008 : A Line in the Sand de Jeffrey Chernov : Robin
- 2008 : Yoga Matt : Christina (court métrage)
- 2011 : Almost Perfect de Bertha Bay-Sa Pan : Charlene Lee
- 2012 : Overnight de Valerie Breiman : Lisa
- 2018 : The Honor List de Elissa Down : Mrs. Liang
- 2018 : Pin-Up : Lana (court métrage)

### Télévision

#### Séries télévisées
- 1999-2001 : Planète insolite (série documentaire) : Présentatrice/Voyageur (3 épisodes)
- 2003-2004 : Dragnet : ADA Sandy Chang (12 épisodes)
- 2003-2009 : 24 heures chrono : Dr Sunny Macer (11 épisodes)
- 2004-2010 : Les Experts : Miami : Rebecca Nevins (10 épisodes)
- 2005-2007 : Close to Home : Becky Brokaw (5 épisodes)
- 2005 : Numb3rs : Val Eng (saison 2, épisode 6)
- 2007 : Standoff : Les Négociateurs : Dr Meredith Golden (saison 1, épisode 13)
- 2007 : Traveler : Alex (saison 1, épisode 6)
- 2008 : Unhitched : Gabby (saison 1, épisode 3)
- 2008 : Eleventh Hour : Professeur Anna Young (saison 1, épisode 9)
- 2009 : Forgotten : Claire Post (saison 1, épisodes 2 et 4)
- 2009 : Brothers and Sisters : Professeur Jane Condon (saison 4, épisode 4)
- 2009 : Mentalist : Lillian Foster (saison 2, épisode 5)
- 2010 : The Deep End : Jan (saison 1, épisode 6)
- 2010 : Private Practice : Dr Vanessa Hoyt (saison 3, épisodes 16,17,18 et 19)
- 2010 : Super Hero Family : Détective Yvonne Cho (saison 1, épisodes 1 et 2)
- 2011 : CPA Holes : Jameson (1 épisode)
- 2011 : Suits : Avocats sur mesure : Vivien Tanaka (saison 1, épisode 4)
- 2011-2012 : Single Ladies: Ashlee (saison 1, épisodes 9,10,11 et saison 2, épisode 13)
- 2011-2012 : Revenge : Karrie Thurgood (Pilot et saison 2, épisode 4)
- 2012 : The Firm : Rebecca Crowell (saison 1, épisode 4)
- 2012 : Desperate Housewives : D.A. Stone (saison 8, épisodes 20,21,22)
- 2013-2014 : Nashville   Megan Vannoy (13 épisodes)
- 2015 : Childrens Hospital : Duenna (saison 6, épisode 6)
- 2015 : Extant : Dr Dowling (saison 2, épisode 1)
- 2016 : NCIS : Enquêtes spéciales : Agent Valerie Page (saison 13, épisode 15)
- 2016 : Lucifer : Vanessa Dunlear (saison 1, épisode 11)
- 2015-2016 : Rizzoli and Isles : Kiki (9 épisodes)
- 2017-2024 : Good Doctor : Dr Audrey Lim (rôle récurrent saison 1; principal depuis la saison 2

#### Téléfilms
- 2003 : War Stories de Robert Singer : caméraman
- 2005 : Breadwinners de Michael Lange : Anne Lowell
- 2007 : Suspect de Guy Ritchie : Justine Lambroso
- 2008 : Play or Be Played de Barry Sonnenfeld : Diane Hobbs
- 2008 : Man of Your Dreams de Jason Ensler : Malinda
- 2014 : Sea of Fire de Allison Liddi-Brown : Kristen Harper
- 2015 : The Advocate de Michael M. Robin : Evelyn Adams

## Voix françaises
En France, Danièle Douet est la voix française ayant le plus doublé Christina Chang.
- Danièle Douet[8] dans :
  - Good Doctor (série télévisée)

Et aussi
- Géraldine Asselin[8] dans :
  - Rizzoli and Isles (série télévisée)
  - Private Practice (série télévisée)